# Bergliljesläktet
Bergliljesläktet (Ixiolirion) är det enda  släktet i familjen bergliljeväxter med 1–4 arter centrala och sydvästra Asien, österut till Kina. En art, berglilja (I. tataricum), odlas som prydnadsväxt i Sverige.